# Push the Button (chanson)
Vous pouvez aider à l'améliorer ou bien discuter des problèmes sur sa page de discussion.
- Il ne cite pas suffisamment ses sources. Vous pouvez indiquer les passages à sourcer avec {{référence nécessaire}} ou {{Référence souhaitée}}, et inclure les références utiles en les liant aux notes de bas de page. (Marqué depuis avril 2024)
- Certaines informations devraient être mieux reliées aux sources mentionnées dans la bibliographie ou les liens externes. Améliorez sa vérifiabilité en les associant par des références. (Marqué depuis avril 2024)

- Archive Wikiwix
- Bing
- Cairn
- DuckDuckGo
- E. Universalis
- Gallica
- Google
- G. Books
- G. News
- G. Scholar
- Persée
- Qwant
- (zh) Baidu
- (ru) Yandex
- (wd) trouver des œuvres sur Wikidata

Singles par Sugababes
Caught in a Moment
(2004) Ugly
(2005)
Push the Button est une chanson du groupe britannique Sugababes, extrait de leur 4e album studio Taller in More Ways (2005).
Composé par Dallas Austin et les Sugababes, il est inspiré par une histoire personnelle de la membre du groupe Keisha Buchanan.
Le single atteint la première de plusieurs hit-parade (Autriche, Irlande, Nouvelle-Zélande et Royaume-Uni) et est nommé pour le « meilleur single britannique » aux Brit Awards 2006.
Matthew Rolston (en) réalise le clip vidéo de la chanson à Shepherd's Bush.
Push the Button apparaît sur la bande-originale de Toi, c'est moi (2006).
Un extrait de la chanson est diffusé lors de la cérémonie d'ouverture des Jeux olympiques d'été de 2012 à Londres.

## Vidéo musicale
Le clip de « Push the Button » a été réalisé par le réalisateur américain Matthew Rolston, qui a collaboré avec les Sugababes sur les clips de leurs singles « Hole in the Head » et « In the Middle », et a été produit par Lindsay Turnham pour Exposure Films. Il a été filmé à Shepherd's Bush, Londres, en juillet 2005,,. Les hommes qui apparaissent dans la vidéo sont des mannequins et des danseurs, et ont été sélectionnés basé sur leur capacité à danser. Buena a décrit la vidéo comme "vraiment effrontée" et a déclaré qu'elle "s'est avérée vraiment géniale à la fin". Certains clips ont été supprimés du produit final en raison de leur contenu sexuel,, bien que Buchanan ait admis qu'elle voulait que ce soit plus suggestif.
La vidéo montre Range, Buchanan et Buena sortant d'un ascenseur sur des étages séparés d'un grand immeuble, l'ascenseur ayant été appelé par des hommes sans méfiance. Range arrive à l'étage du premier homme (Emhys Cooper), décrit par Buena comme « M. Shy Guy », et les deux commencent à flirter l'un avec l'autre. Buchanan ouvre la porte de l'ascenseur pour voir le deuxième homme, « M. Trop cool » et Buchanan est montré en train de flirter et de danser avec lui. Buena sort de l'ascenseur pour trouver « M. Parfait », le troisième homme. Buena prend son parapluie plié et le jette, et commence bientôt à flirter avec lui.
Modèle:Quote box
Vers la fin de la vidéo, Range se penche sur « Mr Shy Guy » d'une manière séduisante, Buchanan pousse « Mr Too Cool » au sol et Buena donne à « Mr Perfect » une lap dance. Les Sugababes sont montrées en train de danser dans l'ascenseur tout au long de la vidéo. Gavin Martin du Daily Mirror a écrit qu'elles « mettent la prudence de côté et se présentent comme des mangeuses d'hommes voraces » dans la vidéo. Il a comparé la danse de Buchanan à celle du groupe de filles américain Destiny's Child dans la vidéo de leur single "Bootylicious". Madeline Crisp de la même publication a décrit les Sugababes comme ayant un "look 60s". La vidéo a atteint la première place du classement des diffusions télévisées au Royaume-Uni pendant deux semaines consécutives. En Australie, le clip a atteint la troisième place du top 50 des vidéos de Rage.